# Samuel Baláž
Samuel Baláž (Bratislava, 25 de agosto de 1998) es un deportista eslovaco que compite en piragüismo en la modalidad de aguas tranquilas.
Participó en los Juegos Olímpicos de Tokio 2020, obteniendo una medalla de bronce en la prueba de K4 500 m. En los Juegos Europeos de Minsk 2019 obtuvo una medalla de bronce en la misma prueba.
Ganó cuatro medallas en el Campeonato Mundial de Piragüismo entre los años 2018 y 2021, y cuatro medallas de plata en el Campeonato Europeo de Piragüismo, en los años 2018 y 2022.

## Palmarés internacional
| Juegos Olímpicos   | Juegos Olímpicos            | Juegos Olímpicos  | Juegos Olímpicos |
| Año                | Lugar                       | Medalla           | Competición      |
| ------------------ | --------------------------- | ----------------- | ---------------- |
| 2020               | Tokio (Japón)               | Medalla de bronce | K4 500 m         |
| Campeonato Mundial |                             |                   |                  |
| Año                | Lugar                       | Medalla           | Competición      |
| 2018               | Montemor-o-Velho (Portugal) | Medalla de plata  | K4 1000 m        |
| 2019               | Szeged (Hungría)            | Medalla de bronce | K4 500 m         |
| 2021               | Copenhague (Dinamarca)      | Medalla de plata  | K4 500 m         |
| 2021               | Copenhague (Dinamarca)      | Medalla de bronce | K2 500 m         |
| Juegos Europeos    |                             |                   |                  |
| Año                | Lugar                       | Medalla           | Competición      |
| 2019               | Minsk (Bielorrusia)         | Medalla de bronce | K4 500 m         |
| Campeonato Europeo |                             |                   |                  |
| Año                | Lugar                       | Medalla           | Competición      |
| 2018               | Belgrado (Serbia)           | Medalla de plata  | K4 1000 m        |
| 2021               | Poznań (Polonia)            | Medalla de plata  | K2 1000 m        |
| 2021               | Poznań (Polonia)            | Medalla de plata  | K4 500 m         |
| 2022               | Múnich (Alemania)           | Medalla de plata  | K4 500 m         |